# ليف غودن
ليف غودن (بالنرويجية البوكمول: Liv Kyllingstad Godin)‏ هي مبشرة نرويجية، ولدت في 5 مارس 1918، وتوفيت في 2 يناير 2012.